# Miquel Sbert Garau
Miquel Sbert i Garau (Llucmajor, Mallorca, 1952) és un filòleg i pedagog mallorquí especialitzat en etnopoètica.

## Vida
Sbert acabà els estudis de Magisteri el 1972 i després es llicencià en Filologia Hispànica (1981), doctorant-se el 1992 en Filologia Catalana amb la tesi La poesia de tradició oral: aportació al catàleg de glosadors de Mallorca (els glosadors de Llucmajor i de la seva comarca), dirigida per Gabriel Janer Manila. Ha exercit com a mestre (1972-1985) i a partir de 1985 com a professor de Llengua i Literatura Catalanes d'educació secundària. El 1992 accedí al cos d'Inspectors d'Educació, i es jubilà el 2012. Fou director de centres d'educació primària i també de secundària, com ara l'institut Maria Antònia Salvà, actualment IES Llucmajor. Professor associat durant alguns anys a la Universitat de les Illes Balears (UIB) i assessor de l'Institut de Ciències de l'Educació de la UIB en matèria de formació del professorat; les seves línies de treball s'han adreçat a la investigació i a la divulgació sobre la poesia de tradició oral, l'etnografia i a la normalització lingüística en el camp educatiu.
Ocupà diversos càrrecs de responsabilitat dins l'administració educativa (director general d'Ordenació i Innovació Educativa, cap del Departament d'Inspecció Educativa, director de l'Institut d'Avaluació i Qualitat del Sistema Educatiu de la Conselleria d'Educació i Cultura de les Illes Balears). Fou col·laborador de la Gran Enciclopèdia de Mallorca. Publicà a la revista Lluc articles relacionats amb l'etnopoètica a la secció Pedra solta. Des del 2014 fins al 2016 publicà al diari Última Hora la secció Illes etnopoètiques. És col·laborador de la revista Llucmajor de Pinte en Ample i dirigeix la col·lecció d'etnografia i folklorista «Blat Cabot» de Lleonard Muntaner Editor. És membre del Consell Assessor de l'Obra Cultural Balear, i ho ha estat del Consell Assessor de Cultura de l'Ajuntament de Palma i del Consell Assessor de Cultura Popular del Consell Insular de Mallorca, entre d'altres.

## Obra
Ha dictat, d'una banda, nombroses conferències i cursos de formació del professorat en matèries d'ensenyament i de didàctica de la llengua catalana; de normalització lingüística i, de l'altra, sobre etnopoètica (principalment sobre el cançoner tradicional), cultura popular i tradicional, etc. a molts punts de les Illes Balears i dels Països Catalans, al País Basc, i alguns indrets de la resta de l'estat.

Ha publicat en revistes especialitzades, en revistes de difusió cultural, de la premsa forana i en la premsa diària molts treballs i articles relacionats amb la didàctica de la llengua, amb la normalització lingüística de l'ensenyament, amb l'obra de la poetessa Maria Antònia Salvà i amb la literatura de tradició oral. És coautor d'una quinzena de llibres de text per a l'ensenyament de la llengua catalana i ha publicat molts estudis i pròlegs en llibres relacionats amb la cultura catalana i balear.

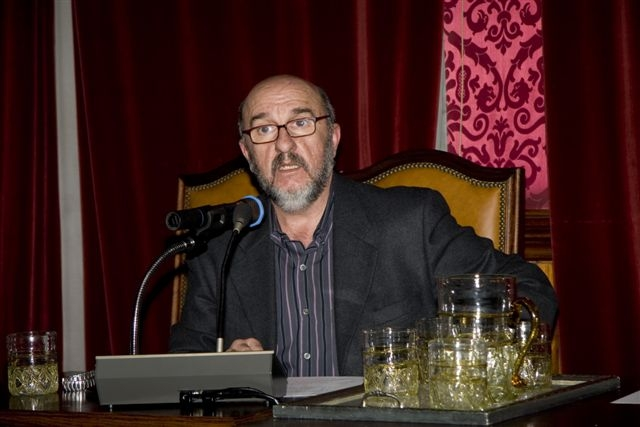
Miquel Sbert i Garau

### Obres
- Maria A. Salvà i Ripoll. Apunts per a una cronologia mínima (1990);
- “Unions i desunions” de mestre Lleó: acotacions per a una teoria de valors (1991);
- La cinta de plata, narració (1992);
- Oh mar blava que ets de trista… L'emigració a Amèrica al Cançoner popular de Mallorca (2001);
- Els perfums meravellosos. La cuina de Maria Esteva Ferrer (edició i pròleg, 2004 i 2009);
- La cuina conventual a Mallorca. Espais, costumari i receptes (coautor, 2006);
- La fusió de cultura popular i poesia a l'obra de Maria Antònia Salvà (2008);
- Llengua de glosador. Notes sobre poesia de tradició oral (desembre 2008); selecció d'uns tres-cents articles dels publicats setmanalment al diari Última Hora, a la secció Llengua de glosador, des del 2004 al 2009, i reflecteixen les seves reflexions després de molts anys d'investigació i d'estudis relacionats amb la poesia de tradició oral;
- S'Arenal, penombra als (meus) paradisos perduts (2009);
- Cala Gentil i l'Allapassa. Dos poetes, dos paisatges (2010);
- El Fornet de la Soca. Filosofia i receptari, amb Tomeu Arbona (2015);[3]
- Aguiar amb el Cançoner de Mallorca, en col·laboració amb Miquel Vicens "Calent" (2017);[4]
- A la más extensa colección de glosas del famoso glosador sineuense: Gabriel "Parreta" y datos biográficos del mismo, edició amb Joan Vanrell (2017);
- Dimonis del Cançoner popular de Mallorca, assaig (2017);[4]
- El crim, novel·la (2017);[4]
- Llibre de les calitges, recull de relats (2018);[5]
- Calendari folklòric de Mallorca de Rafel Ginard, curador dels textos amb Andreu Ramis, quatre volums (2020-2022);[6]
- Josep Campaner. La lluita contra el noma (2021);[4]
- Setanta, poemari (2023);[4]
- Estudi de viabilitat per a la creació del servei d'inspecció a la Universitat de les Illes Balears (coord.) (2023);[7]
- Senyora dona Maria-Antònia, relat (2025).[8]

## Premis
- Premi de l'Associació de la Premsa Forana de Mallorca (1984).
- Premi Baldiri Reixac (1985).
- Premi Ciutat de Palma d'Investigació (1986).
- XVI Premi Alexandre Ballester d'Assaig (2016).[3]
- Finalista del Premi de Narrativa Mediterrània Pare Colom (2017).[4]
- Reconeixement de mèrits a la tasca d'estudi, promoció i difusió de la cultura popular (Ajuntament de Palma, 2017).[9]
- Premi de Narrativa Mediterrània Pare Colom (2018).[5]
- Menció honorífica de l'Associació Gegantera de Llucmajor (2022).[10]
- Premi Emili Darder dels Premis 31 de Desembre (2024) de l'Obra Cultural Balear, per la seva trajectòria, de més de quaranta anys en el món de l’ensenyament, destacant la seva capacitat de gestió de les polítiques educatives; els seus plantejaments innovadors i la seva contribució a la construcció d’un marc normatiu i de promoció de l’ensenyament de català i en català, a les Illes Balears.[11]
- 49è Premi Pere Mulet Cerdà de Narració Curta, dels Premis Castellitx 2025, pel relat Senyora dona Maria-Antònia.[8]